# Emma Berglund
Emma Berglund (Umeå, 19 de dezembro de 1988) é uma futebolista sueca, que atua como defesa.
Atualmente, joga pelo FC Rosengård.

## Carreira
Berglund fez parte do elenco da Seleção Sueca de Futebol Feminino, nas Olimpíadas de 2012 e 2016. 

## Títulos
- Campeonato Sueco de Futebol Feminino - 2006, 2007, 2008
- Copa da Suécia de Futebol Feminino - 2007
- Jogos Olímpicos de 2016 – Futebol feminino